# Fo-Hi
En la mitología china, Fo-Hi, o Fu-Xi, es un monstruo dotando de gran talento organizador que se representa con cabeza de buey y cuerpo de dragón.
Su nacimiento fue un prodigio, ya que se paseaba por las orillas del río Fo-hi la hija de un señor llamado Hoa-Sse, cuando poso el pie en la huella de un grande hombre; conmovida en extremo se vio rodeada de un gran resplandor y transcurridos doce años, al cuarto día de la décima luna a medianoche dio a luz a Fo-Hi.
A él se deben los ocho primeros símbolos kua, primeros signos gráficos de los chinos, análogos por su sencillez y combinaciones a los elementos de la escritura cuneiforme de Asiria.
A Fo-Hi se le atribuye el I-King. También estableció varios ministerios para que cuidasen de los diferentes ramos de las administraciones, llamándose dragón oculto al encargado de formar el calendario. Instituyó el matrimonio, se interesó por la astronomía, inventó armas de madera y fabricó una lira de 27 cuerdas de seda que, pulsadas por él, despedían sonidos celestiales.
- Datos: Q8961908

- El contenido de este artículo incorpora material del tomo 24 de la Enciclopedia Universal Ilustrada Europeo-Americana (Espasa), cuya publicación fue anterior a 1945, por lo que se encuentra en el dominio público.